# Stańczyki
Stańczyki (Duits: Staatshausen) is een dorp in de Poolse woiwodschap Ermland-Mazurië. De plaats maakt deel uit van de gemeente Dubeninki en telt 35 inwoners.

## Sport en recreatie
- Stańczyk is een regionaal bekende attractie, vanwege het grote viaduct van de voormalige spoorlijn Gołdap-Żytkiejmy. Naast het viaduct en boven op het talud zijn bankstellen gebouwd en om het viaduct te bezoeken moeten bezoekers entree betalen.
- Bij het viaduct loopt de Europese wandelroute E11. De E11 loopt van Den Haag naar het oosten, op dit moment de grens Polen/Litouwen. Ter plaatse komt de route van het noordwesten door de Puszcza Romińcka vanaf Czarnowo Wielkie en vervolgt in noordoostelijke richting naar Kłajpeda.

## Galerij

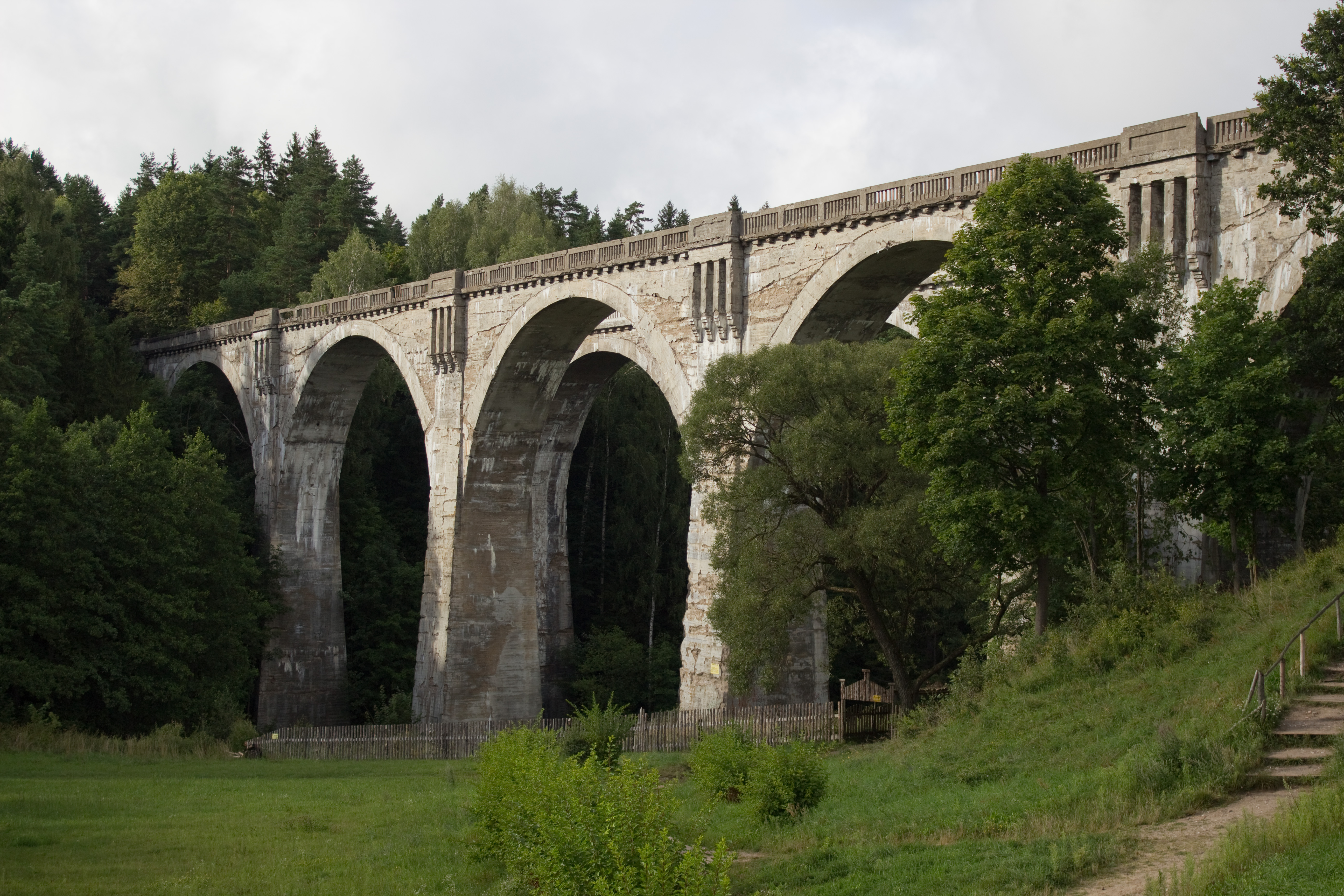
Viaduct in Stańczyki.
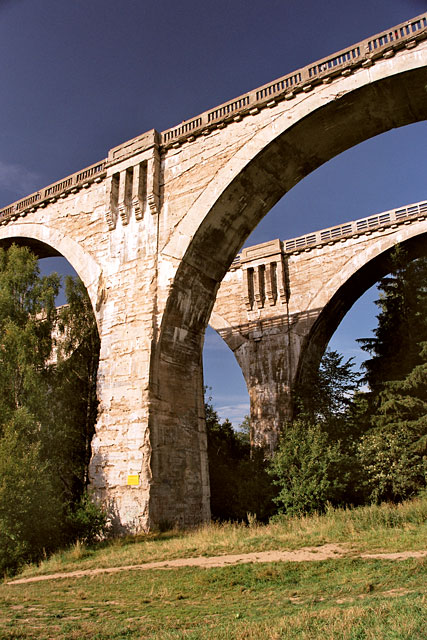
Eigenlijk zijn het twee viaducten.
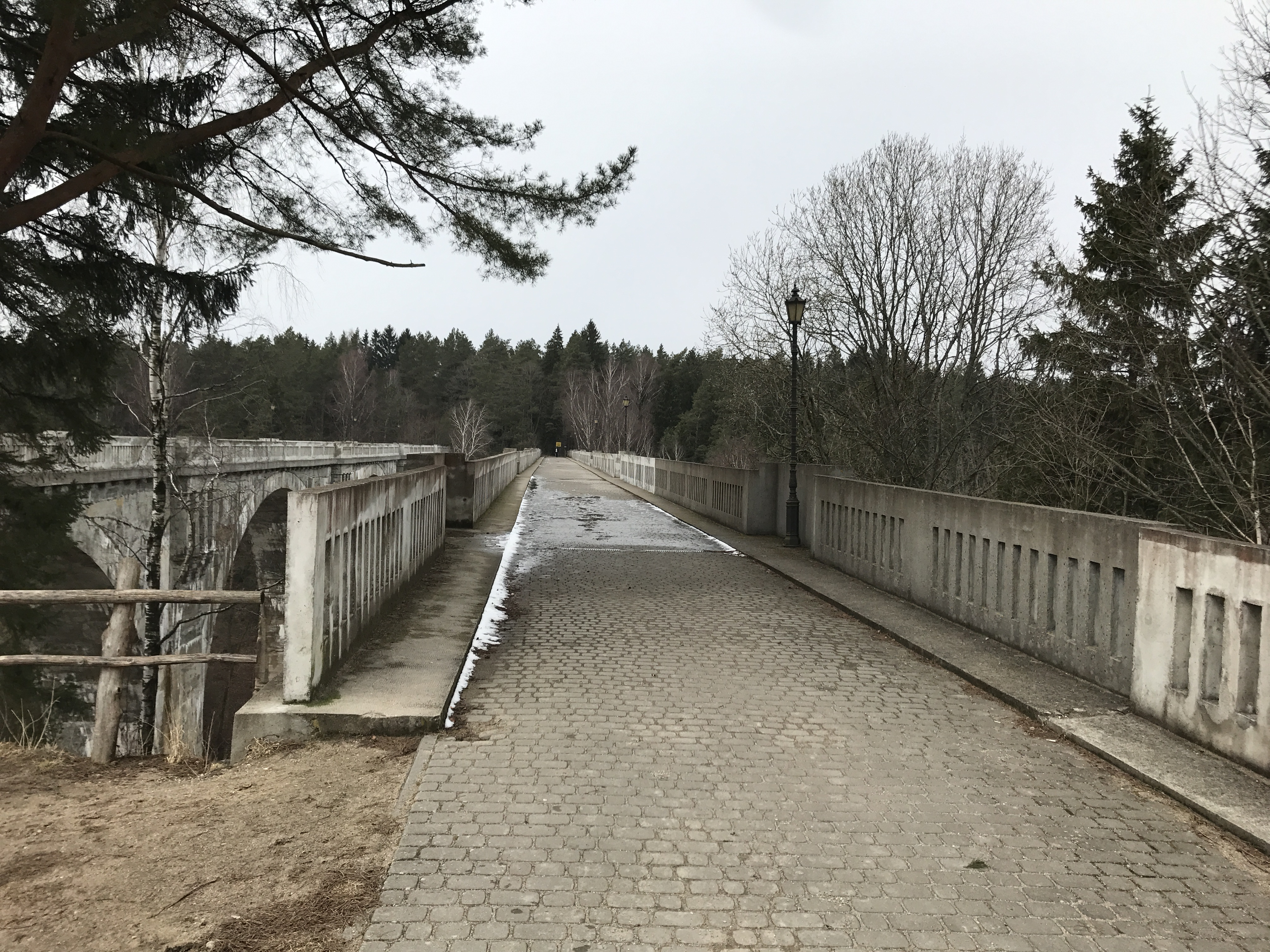
Viaduct Stańczyki, de bedding van de voormalige spoorlijn.
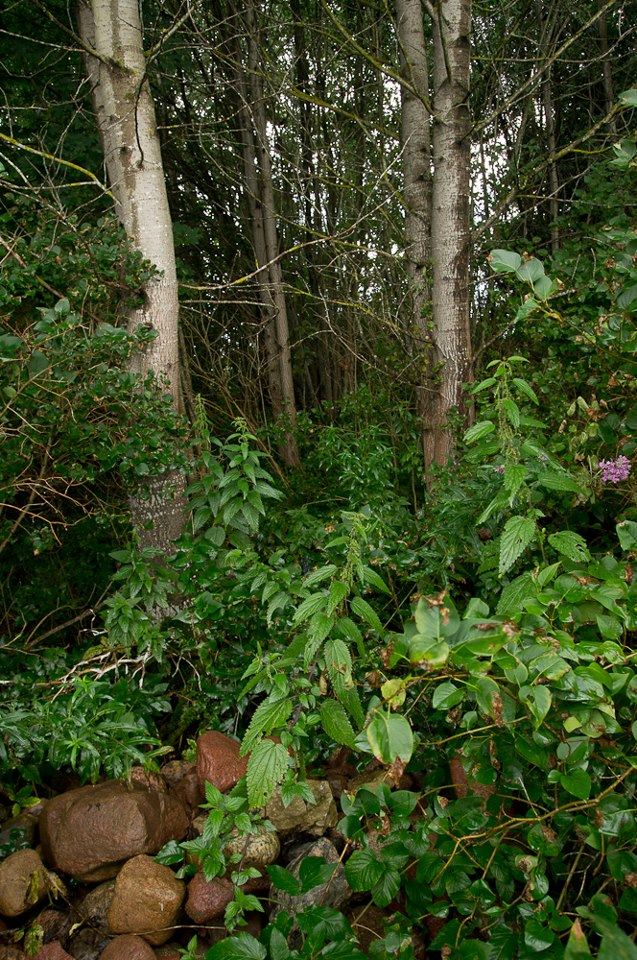
Vervallen gebouwen op de evangelische begraafplaats.